# Lijst van gemeentelijke monumenten in Wessem
De plaats Wessem kent 34 gemeentelijke monumenten:
| Object                                                              | Bouwjaar | Architect | Locatie             | Coördinaten                  | Nr.            | Afbeelding                                                          |
| ------------------------------------------------------------------- | -------- | --------- | ------------------- | ---------------------------- | -------------- | ------------------------------------------------------------------- |
| Woonhuis, oorspronkelijke gevel, terugliggende schuur met korfpoort |          |           | Groenstraat 15      | 51° 9' 30" NB, 5° 52' 53" OL | 1641/wikinr105 | Woonhuis, oorspronkelijke gevel, terugliggende schuur met korfpoort |
| Woonhuis, authentieke topgevel                                      |          |           | Groenstraat 4       | 51° 9' 34" NB, 5° 52' 59" OL | 1641/wikinr101 | Woonhuis, authentieke topgevel                                      |
| Woonhuis, gepleisterde plint, deuromlijsting                        |          |           | Groenstraat 5       | 51° 9' 32" NB, 5° 52' 57" OL | 1641/wikinr102 | Woonhuis, gepleisterde plint, deuromlijsting                        |
| Schuur, authentieke topgevel                                        |          |           | Groenstraat 6       | 51° 9' 32" NB, 5° 52' 57" OL | 1641/wikinr103 | Schuur, authentieke topgevel                                        |
| Hoekhuis                                                            | 1857     |           | Groenstraat 9       | 51° 9' 31" NB, 5° 52' 55" OL | 1641/wikinr104 | Hoekhuis                                                            |
| Woonhuis, met authentieke schermtopgevel                            |          |           | Havermansstraat 2   | 51° 9' 34" NB, 5° 52' 57" OL | 1641/wikinr109 | Woonhuis, met authentieke schermtopgevel                            |
| Hoekwoning, exclusief schuur                                        |          |           | Helstraat 8         | 51° 9' 37" NB, 5° 52' 45" OL | 1641/wikinr100 | Hoekwoning, exclusief schuur                                        |
| Herenhuis, gepleisterde voorgevel                                   |          |           | Kloosterlaan 5      | 51° 9' 33" NB, 5° 52' 44" OL | 1641/wikinr99  | Herenhuis, gepleisterde voorgevel                                   |
| Herenhuis, gepleisterde gevels                                      |          |           | Maasstraat 2        | 51° 9' 39" NB, 5° 53' 6" OL  | 1641/wikinr106 | Herenhuis, gepleisterde gevels                                      |
| Woonhuis, gelijkvormig aan pand Markt 10                            |          |           | Maasstraat 32       | 51° 9' 35" NB, 5° 52' 59" OL | 1641/wikinr90  | Woonhuis, gelijkvormig aan pand Markt 10                            |
| Woonhuis, decoratieve stucomlijstingen en consoles                  |          |           | Markt 10            | 51° 9' 34" NB, 5° 52' 58" OL | 1641/wikinr89  | Woonhuis, decoratieve stucomlijstingen en consoles                  |
| Woonhuis, gerestaureerd, wagenpoort in topgevel                     |          |           | Markt 11            | 51° 9' 35" NB, 5° 52' 58" OL | 1641/wikinr91  | Woonhuis, gerestaureerd, wagenpoort in topgevel                     |
| Woonhuis, met segmentboogvormige t-vensters                         |          |           | Markt 12            | 51° 9' 35" NB, 5° 52' 58" OL | 1641/wikinr92  | Woonhuis, met segmentboogvormige t-vensters                         |
| Woonhuis en authentieke, achterliggende schuur                      |          |           | Markt 13            | 51° 9' 36" NB, 5° 52' 57" OL | 1641/wikinr93  | Woonhuis en authentieke, achterliggende schuur                      |
| Woonhuis, met segmentboogvormige vensters                           |          |           | Markt 14            | 51° 9' 36" NB, 5° 52' 58" OL | 1641/wikinr94  | Woonhuis, met segmentboogvormige vensters                           |
| Voormalige boerderij, inclusief linker schuur                       |          |           | Markt 15            | 51° 9' 36" NB, 5° 52' 57" OL | 1641/wikinr95  | Voormalige boerderij, inclusief linker schuur                       |
| Woonhuis, met segmentboogvormige vensters                           |          |           | Markt 16            | 51° 9' 37" NB, 5° 52' 57" OL | 1641/wikinr96  | Woonhuis, met segmentboogvormige vensters                           |
| Woonhuis, met segmentboogvensters                                   |          |           | Markt 6             | 51° 9' 33" NB, 5° 52' 56" OL | 1641/wikinr86  | Woonhuis, met segmentboogvensters                                   |
| Woonhuis, eenvoudige langgevel                                      |          |           | Markt 7             | 51° 9' 34" NB, 5° 52' 57" OL | 1641/wikinr87  | Woonhuis, eenvoudige langgevel                                      |
| Woonhuis met hoekwinkel, gepleisterde gevel                         |          |           | Markt 8             | 51° 9' 33" NB, 5° 52' 58" OL | 1641/wikinr88  | Woonhuis met hoekwinkel, gepleisterde gevel                         |
| Woonhuis, hoekpand met decoratief metselwerk                        |          |           | Marktstraat 13      | 51° 9' 41" NB, 5° 52' 54" OL | 1641/wikinr82  | Woonhuis, hoekpand met decoratief metselwerk                        |
| Woonhuis, segmentboogvormige omlijstingen                           | 1907     |           | Marktstraat 14      | 51° 9' 40" NB, 5° 52' 55" OL | 1641/wikinr83  | Woonhuis, segmentboogvormige omlijstingen                           |
| Woonhuis, afwijkende architectuur, decoratief metselwerk            |          |           | Marktstraat 16      | 51° 9' 40" NB, 5° 52' 55" OL | 1641/wikinr84  | Woonhuis, afwijkende architectuur, decoratief metselwerk            |
| Voormalige boerderij, segmentvormige poortopeningen                 |          |           | Marktstraat 3 en 3a | 51° 9' 38" NB, 5° 52' 55" OL | 1641/wikinr78  | Voormalige boerderij, segmentvormige poortopeningen                 |
| Woonhuis, dichte langsgevel                                         |          |           | Marktstraat 6       | 51° 9' 38" NB, 5° 52' 56" OL | 1641/wikinr79  | Woonhuis, dichte langsgevel                                         |
| Woonhuis, rijk siermetselwerk                                       |          |           | Marktstraat 7       | 51° 9' 39" NB, 5° 52' 55" OL | 1641/wikinr80  | Woonhuis, rijk siermetselwerk                                       |
| Woonhuis, rijk siermetselstraat                                     |          |           | Marktstraat 9       | 51° 9' 40" NB, 5° 52' 55" OL | 1641/wikinr81  | Woonhuis, rijk siermetselstraat                                     |
| Voormalige boerderij, gepleisterd                                   |          |           | Marktstraat 1       | 51° 9' 38" NB, 5° 52' 56" OL | 1641/wikinr77  | Meer afbeeldingen                                                   |
| Voormalige kloostermuur                                             |          |           | Monsieurstraat      | 51° 9' 35" NB, 5° 52' 48" OL | 1641/wikinr108 | Voormalige kloostermuur                                             |
| Woonhuis met hoge topgevel met wagenpoort                           |          |           | Monsieurstraat 17   | 51° 9' 34" NB, 5° 52' 48" OL | 1641/wikinr107 | Woonhuis met hoge topgevel met wagenpoort                           |
| Hoekpand, afgeschuinde hoekpartij                                   |          |           | Polstraat 1         | 51° 9' 39" NB, 5° 53' 9" OL  | 1641/wikinr110 | Hoekpand, afgeschuinde hoekpartij                                   |
| Langgevelboerderij met rondboogpoort                                |          |           | Schoolstraat 2      | 51° 9' 37" NB, 5° 52' 55" OL | 1641/wikinr85  | Langgevelboerderij met rondboogpoort                                |
| Woonhuis, brede topgevel, authentieke voorgevel                     |          |           | Steenweg 11         | 51° 9' 32" NB, 5° 52' 50" OL | 1641/wikinr97  | Woonhuis, brede topgevel, authentieke voorgevel                     |
| Woonhuis, eenvoudig, authentiek                                     |          |           | Steenweg 20         | 51° 9' 31" NB, 5° 52' 46" OL | 1641/wikinr98  | Woonhuis, eenvoudig, authentiek                                     |